# Lophomyrmex kali
Lophomyrmex kali är en myrart som beskrevs av Fabrizio Rigato 1994. Lophomyrmex kali ingår i släktet Lophomyrmex och familjen myror. Inga underarter finns listade i Catalogue of Life.